# Lanmodez
Lanmodez (bret. Lanvaodez) – miejscowość i gmina we Francji, w regionie Bretania, w departamencie Côtes-d’Armor.
Według danych na rok 1990 gminę zamieszkiwały 392 osoby, a gęstość zaludnienia wynosiła 94 osoby/km² (wśród 1269 gmin Bretanii Lanmodez plasuje się na 891. miejscu pod względem liczby ludności, natomiast pod względem powierzchni na miejscu 1042.).